# Pan Chengdong
Pan Chengdong, auch Pan Cheng Dong zitiert, (* 14. April 1934 in Suzhou; † 27. Dezember 1997) war ein chinesischer Zahlentheoretiker (Analytische Zahlentheorie).
Pan studierte ab 1952 an der Universität Peking, wo er 1961 bei Min Sihe (und Hua Luogeng) promoviert wurde. Danach war er ab 1961 an der Universität Shandong, wo er 1978 Professor wurde und deren Präsident er 1986 bis zu seinem Tod 1997 war.
Pan ist bekannt für seine wichtigen Beiträge zur Goldbach-Vermutung. Er schrieb mehrere Bücher über Zahlentheorie und speziell die Goldbach-Vermutung. 1991 wurde er in die Chinesische Akademie der Wissenschaften gewählt. Er war Vizepräsident der Chinesischen Mathematischen Gesellschaft. Pan war mehrfach Delegierter beim Nationalen Volkskongress in China. Mit Chen Jingrun und Yuan Wang erhielt er den nationalen Wissenschaftspreis erster Klasse in China.
1957 gab er eine erste konkrete Schranke für Linniks Konstante im Satz von Linnik (nämlich L < 10.000).
Am 4. November 2024 wurde ein Asteroid nach ihm benannt: (346721) Panchengdong.

## Schriften
- mit Pan Cheng Biao[3]: Goldbach Conjecture. Science Press, Peking 1992
- Goldbach Conjecture. Science Press, Peking 1979
- mit Pan Chengbiao: Foundation to Analytic Number Theory. Science Press, Peking 1991